# Arsène Lupin kontra Herlock Sholmes
Arsène Lupin kontra Herlock Sholmes (1908, Arsène Lupin contre Herlock Sholmès) je soubor dvou detektivních povídek s hlavním hrdinou lupičem-gentlemanem Arsènem Lupinem, které napsal francouzský spisovatel Maurice Leblanc. V knižní sérii o Arsènovi Lupinovi jde o druhý svazek.
Kniha obsahuje povídky Blondýnka (La Dame blonde) a Židovská lampa (La Lampe juive), ve kterých je Lupinovým protivníkem proslulý anglický detektiv Herlock Sholmes, což není nikdo jiný než poněkud zkarikovaný Sherlock Holmes. Obě povídky byly nejprve vydány časopisecky v magazínu Je sais tout, Blondýnka vycházela od listopadu 1906 do dubna 1907 a Židovská lampa v září a říjnu 1907. První knižní vydání je z února roku 1908, ve kterém Blondýnka zabírá šest kapitol a Židovská lampa kapitoly dvě.
Nejde však o první příběhy, ve kterých se Lupin se Sholmesem střetl. K jejich setkání již došlo v jedné z povídek v knize Arsène Lupin, lupič-gentleman (1907, Arsène Lupin gentleman-cambrioleur), která se jmenuje Sherlock Holmes přichází pozdě (Sherlock Holmès arrive trop tard).

## Obsah knihy

### Blondýnka
Profesovi matematikovi Gerboisovi je z jeho pařížské vilky ukraden starožitný mahagonový psací stolek se zapomenutým losem, který vyhrál milión. Lupin ví, že nemůže výhru sám vybrat a proto fingovaným únosem Gerboisovy dcery Zuzany donutí Gerboise, aby se s ním rozdělil o výhru napůl. Zuzana byla přitom s Lupinovou tajemnou společnicí Blondýnkou dobrovolně na cestách, protože došla k názoru, že je lepší polovina výhry než nic.
Brzy nato je na zámku hraběnky z Crozonu ukraden vzácný modrý diamant. Inspektor Ganimard, který oba případy vyšetřuje, brzy zjistí, že i za tímto zločinem stojí Arsěne Lupin s Blondýnkou. Když jeho vyšetřování nevede k zdárnému konci, požádají postižení o pomoc slavného anglického detektiva Herlocka Sholmese, který přijíždí i se svým přítelem a společníkem Wilsonem (tak se v románu jmenuje Watson z originálních Doylových příběhů).
Sholmesovo pátrání není z počátku příliš úspěšné a detektiv padne do několika Lupinových pastí. Nakonec se mu však podaří odhalit totožnost Blondýnky a Lupina obklíčit v jednom z jeho domů. Lupin je zde Ganimardem zatčen, ale svobodu Blondýnky si u Sholmese zajistí tím, že navrátí diamant. Po Sholmesově odchodu však Lupin uprchne a přijde se na nádraží rozloučit s odjíždějícím Sholmesem.

### Židovská lampa
Příběh začíná tím, že Herlock Sholmes je dopisem barona d'Imblevalle požádán, aby mu pomohl najít ukradenou židovskou lampu, obsahující vzácné drahokamy. Zároveň však dostane druhý dopis, ve kterém jej Arsène Lupin varuje, aby nezasahoval. To Sholmese pobouří a odjede s Wilsonem do Paříže. Nakonec se mu najít židovskou lampu podaří, ale zjistí, že jeho vyšetřování mělo opačný účinek než zamýšlel. Narušil totiž Lupinovy plány, které ve skutečnosti měly rodině barona pomoci. Baronka byla vydírána jistým Bressonem, kterému napsala milostný dopis, a Bresson po ní chtěl klenoty z lampy. Požádala proto Lupina o pomoc a pod jeho vedením nastrojila krádež, aby se vyprostila z Bressonových drápů. Sholmesovým odhalením se její manželství dostalo do obrovské krize.

## Česká vydání
- Arsen Lupin proti Herlocku Sholmesovi, Jos. R. Vilímek, Praha 1908, přeložila Olga Fastrová.
- Zločinec?, Židovská lampa, Vendelín Steinhauser, Plzeň 1919.
- Arsène Lupin kontra Herlock Sholmes, Albatros, Praha 1971, přeložil Václav Cibula, obsahuje pouze povídku Blondýnka, znovu 1987.